# 无毛华中蹄盖蕨
无毛华中蹄盖蕨（学名：Athyrium wardii var. glabratum）为蹄盖蕨科蹄盖蕨属下的一个变种。

## 扩展阅读
- 維基物種上的相關：无毛华中蹄盖蕨